# Biesjávrrit
Biesjávrrit eller Piessjävri är en sjö i Finland. Den ligger i kommunen Utsjoki i landskapet Lappland, i den norra delen av landet, 1 000 km norr om huvudstaden Helsingfors. Biesjávrrit ligger 340,1 meter över havet. Omgivningarna runt Biesjávrrit är i huvudsak ett öppet busklandskap. Arean är 57,4 hektar och strandlinjen är 3,91 kilometer lång. Sjön  ingår i Tana älvs huvudavrinningsområde. 